# Miguel Valderrama Castillo
Miguel Valderrama Castillo (Santiago, 8 de marzo de 1971) es un historiador, investigador, escritor y catedrático chileno. Fue director de la Escuela Latinoamérica de Postgrados de la Universidad ARCIS y profesor de la Universidad Metropolitana de Ciencias de la Educación (UMCE). Ha publicado varios libros entre los que se encuentran: Heródoto y lo insepulto (2006), Modernismos historiográficos. Artes visuales, postdictadura, vanguardias (2008) y Coloquio sobre Gramsci (2016).

## Biografía
Valderrama estudió la licenciatura en Historia en la Universidad de Chile y más adelante se doctoró en Historia de Chile en la misma universidad, con una beca del Programa de Mejoramiento de la Calidad y Equidad de la Educación.
Forma parte del comité editorial de la revista de cultura Papel Máquina; es cofundador y dirige la editorial Palinodia, con la culal ha publicado buena parte de sus libros; ha sido profesor, investigador y director de la Escuela Latinoamérica de Postgrados de la Universidad ARCIS; profesor en el Departamento de Historia y Geografía de la Universidad Metropolitana de Ciencias de la Educación (UMCE); historiador e investigador de la Comisión Nacional de Investigación Científica y Tecnológica (CONICYT) del doctorado en Filosofía de la Universidad de Chile; y coinvestigador del proyecto Hegemonía & Visualidad (1987/2017) de la Facultad de Arquitectura y Urbanismo de la Universidad de Chile, financiado por el Fondo Nacional de Desarrollo Cultural y las Artes (Fondart).
Valderrama es considerado un "respetado intelectual de izquierda" e "investigador riguroso" por Óscar Ariel Cabezas, uno de sus colegas en la Universidad Metropolitana de Ciencias de la Educación. En sus libros Posthistoria. Historiografía y comunidad (2005) y Heródoto y lo insepulto (2006), hizo un análisis deconstructivista de la discusión historiográfica chilena. En Modernismos historiográficos. Artes visuales, postdictadura, vanguardias (2008), aborda historiográficamente la crisis de la representación histórica desde la perspectiva de las artes visuales en Chile. Es autor, junto a Luis Gueneau de Mussy, de Historiografía postmoderna. Conceptos, figuras, manifiestos (2010), considerado una buena referencia introductoria al campo de la «historiografía postmoderna». En Consignas (2014), libro de conversaciones coescrito con Oscar Ariel Cabezas —definido como un «diccionario lexical de la izquierda y el marxismo contemporáneo»—, se enlazan los debates propios de la teoría de la historia contemporánea con las preocupaciones del pensamiento crítico.

## Obra
Entre sus obras se encuentran:

### Autor
- Dialectos en transición (1ª edición). LOM Ediciones S.A. 2000. ISBN 978-956-282-346-3. En coautoría con Mauro Iván Salazar Jaque.
- Renovación socialista y renovación historiográfica, Santiago de Chile (2001)
- Modernidad y ciencias sociales (1ª edición). Universidad de Arte y Ciencias Sociales /ARCIS. 2002. ISBN 978-956-8114-16-9.
- Posthistoria. Historiografía y comunidad (1ª edición). Ediciones Palinodia Ltda. 2005. ISBN 978-956-8438-00-5.
- Heródoto y lo insepulto (1ª edición). Ediciones Palinodia Ltda. 2006. ISBN 978-956-8438-07-4.
- Balance Historiográfico Chileno (2007) —coautor—
- Modernismos historiográficos. Artes visuales, postdictadura, vanguardias (1ª edición). Ediciones Palinodia Ltda. 2008. ISBN 978-956-8438-19-7.
- La aparición paulatina de la desaparición en el arte. Fragmentos de una historia del secreto 1 (1ª edición). Ediciones Palinodia Ltda. 2009. ISBN 978-956-8438-24-1.
- Historiografía postmoderna. Conceptos, figuras, manifiestos (1ª edición). Red Internacional del Libro Ltda. 2010. ISBN 978-956-284-771-1. En coautoría con Luis Federico Gueneau de Mussy Roa.
- Heterocriptas. Fragmentos de una historia del secreto 2 (1ª edición). Ediciones Palinodia Ltda. 2010. ISBN 978-956-8438-30-2.
- Qué es lo contemporáneo (1ª edición). Universidad Finis Terrae. 2011. ISBN 978-956-7757-19-0.
- Consignas (2014) —coautor—
- Traiciones de Walter Benjamin (2015)
- Coloquio sobre Gramsci (1ª edición). Ediciones Palinodia Ltda. 2016. ISBN 978-956-8438-47-0.
- La citta futura - La ciudad futura (1ª edición). Universidad de Chile. 2017. ISBN 978-956-19-1033-1. En coautoría con Cristián Manuel Gómez Moya.

### Editor
- Dialectos en transición. Política y subjetividad en el Chile actual (2010)
- ¿Qué es lo contemporáneo? Actualidad, tiempo histórico, utopías del presente (2011)
- Patricio Marchant. Prestados nombres (2012)
- Frank Ankersmit, Narrativismo y teoría historiográfica (2013)